# 安佑鎭
安 佑鎮（アン・ウジン、안우진、1999年8月30日 - ）は、大韓民国のソウル特別市出身のプロ野球選手（投手）。右投右打。

## 経歴

### アマチュア時代
高校2年生の時に高校大会のMVPを受賞した。3年時には公式戦で156km/hの球速を記録し、2017年にロッテ・ジャイアンツに1次指名された尹聖彬が保有した最速記録である153km/hを更新した。
MLBの複数球団から入団提案も受けたが、結局国内リーグにとどまることに決め、2017年の指名を待った。

### ネクセン・ヒーローズ＆キウム・ヒーローズ時代
2017年に一次指名でネクセン・ヒーローズに入団した。この時の契約金はチーム歴代新人最高契約金でありKBO歴代新人契約金の中で5位タイの6億ウォンとなった。しかし高校時代に野球部のチームメイトに暴力を振るっていたことが発覚し、プロ入り後の2018年は所属球団のネクセンからレギュラーシーズン開幕後50試合の出場停止処分が科された。また、大韓野球ソフトボール協会(KBSA)の規定により、KBSAが管轄する野球韓国代表（アジア競技大会、オリンピック野球など）への選抜資格が永久的に剥奪された。なおワールド・ベースボール・クラシックはKBSAの管轄外であるため韓国代表に選出される可能性があるが、2023 WBC韓国代表には選ばれなかった。また、1年延期され2023年に開催された杭州アジア競技大会野球の韓国代表にも選ばれず、同大会で韓国代表は優勝、軍に入隊していない選手は兵役免除の恩典を受けている。
2018年9月20日、サムスン・ライオンズ戦で5イニング5被安打無失点でデビュー初勝利を記録した。
同年のシーズン記録は20試合登板で7点台平均自責点、2勝4敗、1ホールドと振るわなかったが、準プレーオフでロングレリーフの役割を果たして2勝、平均自責点0を記録し、プレーオフでは1勝、1ホールドを記録した。
2020年は先発投手から必勝組に役職を変更し、6月から本格的に活動。42試合登板で3点平均自責点、2勝3敗、2セーブ13ホールドの成績を残し、キャリアハイを記録する。
2021年には再び先発投手として活動。前半期の21試合に登板して3点台平均自責点、8勝8敗を記録した。しかし同年7月、試合後に球団に黙ってホテルで部外者と飲酒をするなどの防疫規則違反で韓賢熙と共に50試合出場停止の懲戒を受けた。
ポストシーズンの11月1日には斗山ベアーズとのワイルドカード第1戦で先発登板し、6.1イニング4被安打、自責点2、9奪三振を記録した。
2022年は30試合に登板して防御率2・11、15勝8敗の成績を残し、最優秀防御率、最多奪三振の2部門の個人タイトル、ゴールデングラブ賞の投手部門を受賞した。
2023年はひじの手術を受けるため9月以降は登板せず、上述した理由で野球韓国代表に選ばれて結果を残し、兵役免除の恩典を受ける機会が得られないため、同年12月18日から社会服務要員として軍に服務する。そのため2024年は試合に出場できず、招集解除日は2025年9月17日である。
2025年、8月2日にキウム2軍の紅白戦に登板し、チームが負けた罰として外野ノックを受けさせられ右肩靭帯を負傷、手術を受けることになったと発表された。当初安はケガのリスクから外野ノックを辞退しようとしたものの、コーチの誘いを受け参加し結果負傷することとなった。復帰は2026年後半戦を見込んでいる。

## 詳細情報

### 年度別投手成績
| 年 度    | 球 団           | 登 板 | 先 発 | 完 投 | 完 封 | 無 四 球 | 勝 利 | 敗 戦 | セ 丨 ブ | ホ 丨 ル ド | 勝 率 | 打 者 | 投 球 回 | 被 安 打 | 被 本 塁 打 | 与 四 球 | 敬 遠 | 与 死 球 | 奪 三 振 | 暴 投 | ボ 丨 ク | 失 点 | 自 責 点 | 防 御 率 | W H I P |
| -------- | --------------- | ----- | ----- | ----- | ----- | -------- | ----- | ----- | -------- | ----------- | ----- | ----- | -------- | -------- | ----------- | -------- | ----- | -------- | -------- | ----- | -------- | ----- | -------- | -------- | ------- |
| 2018     | ネクセン キウム | 20    | 5     | 0     | 0     | 0        | 2     | 4     | 0        | 1           | .333  | 198   | 41.1     | 46       | 6           | 28       | 0     | 3        | 46       | 5     | 2        | 35    | 33       | 7.19     | 1.79    |
| 2019     | ネクセン キウム | 19    | 15    | 0     | 0     | 0        | 7     | 5     | 0        | 0           | .583  | 395   | 88.1     | 97       | 8           | 36       | 0     | 3        | 80       | 3     | 1        | 56    | 51       | 5.20     | 1.51    |
| 2020     | ネクセン キウム | 42    | 0     | 0     | 0     | 0        | 2     | 3     | 2        | 13          | .400  | 143   | 36.0     | 20       | 3           | 17       | 1     | 0        | 41       | 2     | 0        | 12    | 12       | 3.00     | 1.03    |
| 2021     | ネクセン キウム | 21    | 21    | 0     | 0     | 0        | 8     | 8     | 0        | 0           | .500  | 450   | 107.2    | 88       | 13          | 41       | 1     | 7        | 110      | 5     | 1        | 47    | 39       | 3.26     | 1.20    |
| 2022     | ネクセン キウム | 30    | 30    | 1     | 0     | 0        | 15    | 8     | 0        | 0           | .652  | 766   | 196.0    | 131      | 4           | 55       | 1     | 4        | 224      | 7     | 1        | 51    | 46       | 2.11     | 0.95    |
| 2023     | ネクセン キウム | 24    | 24    | 0     | 0     | 0        | 9     | 7     | 0        | 0           | .563  | 608   | 150.2    | 121      | 5           | 38       | 1     | 1        | 164      | 8     | 0        | 44    | 40       | 2.39     | 1.06    |
| KBO：6年 | KBO：6年        | 156   | 95    | 1     | 0     | 0        | 42    | 35    | 2        | 14          | .545  | 2560  | 620.0    | 503      | 39          | 215      | 4     | 18       | 665      | 30    | 5        | 245   | 221      | 3.21     | 1.16    |

- 2024シーズン終了時
- 太字は各年のリーグ最高

### タイトル
- 最多奪三振：1回 （2022年）
- 最優秀防御率：1回 （2022年）

### 背番号
- 41 （2018年 - 2023年）